# Фердинанд Райх
Фердинанд Райх (на немски: Ferdinand Reich) е германски физик и химик.

## Биография
Роден е на 19 февруари 1799 в Бернбург, Германия. След завършване на средно образование следва математика, физика и химия в Лайпцигския университет. През 1816 заминава за Фрайберг, за да продължи обучението си в минната академия. Там посещава лекциите на Вернер, който умира следващата година. По нареждане на ръководителя на минното управление Зигмунд Аугуст Волфганг фон Хердер (1776 – 1838), за чиято доведена дъщеря се оженва, получава отпуск, за да продължи обучението си в Гьотинген (1822) и Париж (1823/24). В Париж се запознава с Александър фон Хумболт, който го въвежда в парижкия научен свят. Голямо впечатление му правят лекциите на Гей-Лукас по физика. Във връзка с престоя му в Париж Райх пътува до Оверн, Франция, по поръчение на минната академия. Противно на очакванията и учението на Вернер той прави заключение, че планината в Оверн е с вулканичен произход. Поради тази причина докладът му не е публикуван.
През декември 1824 г. Райх е назначен в минната академия за академичен инспектор, където е отговорен за библиотеката, сбирките и всички сгради на академията. Поради финансови причини той изпълнява тази работа до пенсионирането му през 1866, въпреки че тази длъжност му е създавала много нежелана работа. През 1827 г. приема новосъздадената професура по физика. По изискване на академията от 1830 до 1842 води лекции по палеонтология, а от 1842 до 1856 – по теоретична химия. През 1853 е назначен за извънреден сътрудник в минния съвет, а през 1860 – във висшия минен съвет. През тази година започва да води лекции по физика. През 1841 получава покана от Дорпат, Русия (сега в Естония), през 1848 от Лайпциг но отказва и двете. През 1866 става член на Германска Академия за природни науки Леополдина.
Умира на 27 април 1882 година във Фрайберг на 83-годишна възраст.

## Научна дейност

### Въвеждане на метричната система и откриването на индий
От Париж Райх донася несгъваем метър, произведен от Жан Никола Фортин и проверен от Франсоа Араго. Заедно с Хердер стават причина Кралство Саксония да стане първата немска област, която въвежда метричната система с постановката – един саксонски лахтер = 2 метра.
През 1863 г., с помощта на Теодор Рихтер, чрез спектографски анализи откриват елемента индий.

### Геофизика
Като физик в минна академия Фердинанд Райх е геофизик, въпреки че това наименование не се е използвало тогава. Неговата научна дейност се движи в рамките на геофизиката. През 1828 – 1833 определя годишно магнитната инклинация във Фрайберг. Той принадлежи към едни от първите, които взимат участие в инициативата на Александър фон Хумболт за наблюдение на синоптичните магнитни вариации – 1828/38 - първо с уредите на Анри Пруданс Гамбьо (1787 – 1847) и след това с тези на Гаус. Особеност на измерванията във Фрайберг била, че са извършвани в галерия на 70 м под земята.
От 1829 взима участие в „метереологичните“ наблюдения, които Вилхелм Готхелф Лорман въвежда в Кралство Саксония. Той продължава с тези наблюдения и след смъртта на Лорман през 1840 до своята собствена смърт. По поръчение на висшия минен съвет в годините 1830 – 1832 определя температурите в различните мини в околността на Фрайберг.
През 1831 г. провежда опит за доказване на въртенето на земята. През 30-те години повтаря опита на Хенри Кавендиш за определяне на общата гравитационна константа и средната плътност на земята. Новото при опита е използването на въртящо се огледало – открито от Погендорф и използвано от Гаус в неговите магнитометри – за по-точно определяне на ъглите. През 1830 Робърт Фокс установява в медните рудници на Кърнуъл, Англия, че някои оловни и медни находища излъчват електрически земни токове (собствен потенциал). Прз 1839 висшият минен съвет възлага на Райх да извърши показаните измервания на територията на Фрайберг. Той ги повтаря, но веднага заключава, че те не дават информация за промишлената стойност на находищата.
От 1848 до 1863 Райх извършва „скални магнетични“ изследвания. Позовавайки се на изследванията на Хумболт, той се опитва да намери нови находища в Ерцгебирге и Фихтелгебирге. Той прави разлика между скалния магнетизъм, който може да се докаже при отделни проби, и магнетизма на цялата планина, който оказва въздействие върху магнитната стрелка.
Последния голям комплекс, върху който Райх работи, е проблема с дима от металургичните пещи. От столетия жителите на Фрайберг и околните села са обременени от дима на пещите. На Райх е възложено да работи по изследванията. Той първо изобретява апарат, с който да се измерват количествата на сяра и серни киселини в дима и парите, а след това започват да се строят по-високи комини с намерението да се предпазят горите и насажденията от замърсяване. За изясняване на този въпрос през 1865 посещава металургични предприятия в Райнланд, Белгия и Англия. През 1867 пише изчерпателен доклад по този въпрос.

## Публикации
- Fallversuche über die Umdrehung der Erde: angestellt in dem Brüderschachte bei Freiberge (1832)
- Beobachtungen über die Temperatur des Gesteins in verschiedenen Tiefen in den Gruben des Sächsischen Erzgebirges in den Jahren 1830 – 32 (1834)
- Über die magnetische Neigung zu Freiberg (1834)
- Versuche über die mittlere Dichtigkeit der Erde mittels der Drehwaage (1838)
- Über elektrische Strömungen auf Erzgängen. – In: Kalender für den Sächsischen Berg- und Hüttenmann. (1840) S- 1 – 2
- Leitfaden zu den Vorlesungen über Physik an der Bergakademie zu Freiberg (1852)
- Die bisherigen Versuche zur Beseitigung des schädlichen Einflusses des Hüttenrauches bei den fiskalischen Hüttenwerken zu Freiberg. – In: Berg- und hüttenmännische Zeitung. 17 (1858) S. 165 – 168 und 173 – 176
- Vorläufige Notiz über ein neues Metall. – In: Journal für praktische Chemie. 89(1863) S. 441 – 442
- Über das Indium. – In: Journal für praktische Chemie. 90(1863) S. 172 – 176 und 92(1864) S. 480 – 485

## За него
- 150 Jahre Physik an der Bergakademie Freiberg: Ferdinand-Reich-Traditionskolloquium... – Leipzig: Dt. Verl. für Grundstoffindustrie, 1978. – (Freiberger Forschungshefte; D 115)
- 125 Jahre Indium: Vorträge des Kolloquiums am 24. November 1988 aus Anlass der 125. Wiederkehr der Entdeckung des Indiums durch die Freiberger Professoren F. Reich und Th. Richter. – Freiberg: Bergakademie, 1989